# Parania tricolor
Parania tricolor är en stekelart som först beskrevs av Szepligeti 1906.  Parania tricolor ingår i släktet Parania och familjen brokparasitsteklar. Inga underarter finns listade i Catalogue of Life.